# Eurocup 2024-2025
L'Eurocup 2024-2025 (chiamata BKT Eurocup per ragioni di sponsorizzazione) sarà la 23ª edizione del secondo torneo europeo di pallacanestro per club organizzato dall'Euroleague Basketball.

## Format competizione
Partecipano 20 squadre, da dodici paesi differenti, che vengono inserite in due gironi all'italiana da 10 squadre ciascuno. Accedono ai playoff le prime sei squadre classificate di ogni girone, con le prime due classificate che accedono direttamente ai quarti di finale. Le ultime quattro classificate di ciascun girone vengono eliminate. Ottavi, quarti si giocano con gara secca, mentre semifinali e finale alla meglio delle 3 partite.

## Squadre partecipanti
| Club              | Stagione | Città           | Palazzetto                          | Stagione precedente |
| ----------------- | -------- | --------------- | ----------------------------------- | ------------------- |
| Amburgo Towers    | dettagli | Amburgo         | Inselparkhalle                      | Regular season      |
| Aquila Trento     | dettagli | Trento          | BLM Group Arena                     | Regular season      |
| Aris Salonicco    | dettagli | Salonicco       | Alexandreio Melathron               | Ottavi di finale    |
| Bahçeşehir Koleji | dettagli | Istanbul        | BJK Akatlar Arena                   |                     |
| Ulma              | dettagli | Ulma            | Ratiopharm Arena                    | Ottavi di finale    |
| Beşiktaş          | dettagli | Istanbul        | BJK Akatlar Arena                   | Semifinale          |
| Bourg-en-Bresse   | dettagli | Bourg-en-Bresse | Ekinox                              | Finale              |
| Budućnost         | dettagli | Podgorica       | Sportski centar Morača              | Regular season      |
| Cedevita Olimpija | dettagli | Lubiana         | Arena Stožice                       | Regular season      |
| Gran Canaria      | dettagli | Las Palmas      | Gran Canaria Arena                  | Ottavi di finale    |
| H. Gerusalemme    | dettagli | Gerusalemme     | Jerusalem Payis Arena               |                     |
| Hapoel Tel Aviv   | dettagli | Tel Aviv        | Shlomo Group Arena                  | Quarti di finale    |
| Joventut Badalona | dettagli | Badalona        | Pabellón Olímpico de Badalona       | Quarti di finale    |
| Lietkabelis       | dettagli | Panevėžys       | Kalnapilio Arena                    | Regular season      |
| Reyer Venezia     | dettagli | Venezia         | Palasport Taliercio                 | Regular season      |
| Trefl Sopot       | dettagli | Sopot           | Ergo Arena                          |                     |
| Türk Telekom      | dettagli | Ankara          | Ankara Arena                        | Ottavi di finale    |
| U Cluj            | dettagli | Cluj-Napoca     | BT Arena                            | Quarti di finale    |
| Valencia          | dettagli | Valencia        | Pavelló Municipal Font de San Lluís |                     |
| Wolves            | dettagli | Vilnius         | ASG Arena                           | Regular season      |

## Regular Season
Se due o più squadre al termine ottengono gli stessi punti, vengono classificate in base ai seguenti criteri:
1. Scontri diretti
2. Differenza punti negli scontri diretti
3. Differenza punti generale
4. Punti fatti
5. Somma dei quozienti di punti fatti e punti subiti in ogni partita

### Gruppo A
| Pos | Squadra                     | G  | V  | P  | PF   | PS   | DP   | Qualificazione                    |       | BAH   | HTA     | GRA   | WOL    | BES     | BUD    | ULM     | CJB    | TRE     | SOP   |
| --- | --------------------------- | -- | -- | -- | ---- | ---- | ---- | --------------------------------- | ----- | ----- | ------- | ----- | ------ | ------- | ------ | ------- | ------ | ------- | ----- |
| 1   | Bahçeşehir College Istanbul | 18 | 14 | 4  | 1463 | 1334 | +129 | Qualificate ai quarti di finale   |       | —     | 90–82   | 73–65 | 84–74  | 87–66   | 95–93  | 85–81   | 89–78  | 110–70  | 79–67 |
| 2   | Hapoel Shlomo Tel Aviv      | 18 | 12 | 6  | 1583 | 1424 | +159 | Qualificate ai quarti di finale   |       | 84–77 | —       | 79–66 | 89–84  | 109–101 | 92–72  | 80–82   | 95–70  | 89–68   | 91–72 |
| 3   | Dreamland Gran Canaria      | 18 | 12 | 6  | 1409 | 1351 | +58  | Qualificate agli ottavi di finale |       | 66–63 | 65–87   | —     | 66–68  | 90–81   | 82–71  | 125–78  | 77–83  | 84–81   | 88–58 |
| 4   | Wolves Twinsbet             | 18 | 10 | 8  | 1511 | 1523 | −12  | Qualificate agli ottavi di finale |       | 69–80 | 104–100 | 88–76 | —      | 93–78   | 91–82  | 76–94   | 91–80  | 88–83   | 74–97 |
| 5   | Beşiktaş Fibabanka          | 18 | 10 | 8  | 1526 | 1504 | +22  | Qualificate agli ottavi di finale |       | 89–82 | 87–101  | 74–76 | 79–77  | —       | 94–76  | 107–74  | 82–76  | 79–75   | 87–72 |
| 6   | Budućnost VOLI              | 18 | 9  | 9  | 1520 | 1498 | +22  | Qualificate agli ottavi di finale |       | 75–92 | 84–83   | 86–89 | 104–77 | 88–90   | —      | 105–100 | 107–75 | 110–108 | 92–83 |
| 7   | ratiopharm Ulm              | 18 | 9  | 9  | 1543 | 1573 | −30  |                                   |       | 72–80 | 90–97   | 76–83 | 114–91 | 104–87  | 82–85  | —       | 87–83  | 84–42   | 83–69 |
| 8   | Joventut Badalona           | 18 | 7  | 11 | 1422 | 1505 | −83  |                                   | 69–56 | 78–75 | 76–78   | 63–86 | 93–70  | 78–72   | 88–102 | —       | 86–100 | 92–89   |       |
| 9   | Dolomiti Energia Trento     | 18 | 6  | 12 | 1413 | 1510 | −97  |                                   | 69–73 | 79–73 | 70–81   | 70–96 | 68–83  | 64–85   | 86–71  | 87–75   | —      | 84–78   |       |
| 10  | Trefl Sopot                 | 18 | 1  | 17 | 1354 | 1522 | −168 |                                   | 76–81 | 64–93 | 73–76   | 92–99 | 79–100 | 69–81   | 93–96  | 73–78   | 70–82  | —       |       |

### Gruppo B
| Pos | Squadra                     | G  | V  | P  | PF   | PS   | DP   | Qualificazione                    |       | VAL    | HJE   | TTA    | COL    | CLU    | URV    | JLB    | HAM    | LIE     | ARI    |
| --- | --------------------------- | -- | -- | -- | ---- | ---- | ---- | --------------------------------- | ----- | ------ | ----- | ------ | ------ | ------ | ------ | ------ | ------ | ------- | ------ |
| 1   | Valencia Basket Club        | 18 | 16 | 2  | 1726 | 1460 | +266 | Qualificate ai quarti di finale   |       | —      | 96–83 | 116–78 | 109–80 | 108–80 | 105–83 | 100–98 | 105–78 | 106–107 | 106–65 |
| 2   | Hapoel Bank Yahav Jerusalem | 18 | 11 | 7  | 1512 | 1398 | +114 | Qualificate ai quarti di finale   |       | 64–80  | —     | 76–66  | 70–74  | 73–81  | 94–66  | 86–77  | 89–74  | 87–93   | 90–85  |
| 3   | Türk Telekom                | 18 | 10 | 8  | 1437 | 1470 | −33  | Qualificate agli ottavi di finale |       | 87–101 | 77–94 | —      | 79–70  | 99–80  | 88–81  | 98–89  | 77–65  | 72–66   | 87–77  |
| 4   | Cedevita Olimpija Lubiana   | 18 | 10 | 8  | 1476 | 1471 | +5   | Qualificate agli ottavi di finale |       | 66–72  | 83–94 | 74–80  | —      | 103–96 | 87–82  | 83–90  | 95–68  | 76–72   | 98–79  |
| 5   | U-BT Cluj-Napoca            | 18 | 10 | 8  | 1602 | 1566 | +36  | Qualificate agli ottavi di finale |       | 96–105 | 79–91 | 94–81  | 86–93  | —      | 86–78  | 89–86  | 104–83 | 100–93  | 87–79  |
| 6   | Umana Reyer Venezia         | 18 | 10 | 8  | 1465 | 1484 | −19  | Qualificate agli ottavi di finale |       | 81–74  | 76–75 | 75–67  | 75–80  | 77–88  | —      | 66–88  | 80–68  | 91–77   | 95–75  |
| 7   | Cosea JL Bourg              | 18 | 9  | 9  | 1560 | 1497 | +63  |                                   |       | 96–107 | 67–94 | 67–63  | 87–82  | 84–73  | 99–102 | —      | 93–82  | 79–66   | 88–91  |
| 8   | Veolia Hamburg Towers       | 18 | 6  | 12 | 1400 | 1562 | −162 |                                   | 78–86 | 82–80  | 89–77 | 80–62  | 67–103 | 77–90  | 80–100 | —      | 84–77  | 93–69   |        |
| 9   | 7bet Lietkabelis            | 18 | 5  | 13 | 1470 | 1560 | −90  |                                   | 91–96 | 74–94  | 93–98 | 78–88  | 92–91  | 93–100 | 84–80  | 91–68  | —      | 74–92   |        |
| 10  | Aris Midea                  | 18 | 3  | 15 | 1341 | 1521 | −180 |                                   | 59–63 | 68–78  | 63–68 | 75–82  | 74–89  | 74–81  | 51–92  | 88–90  | 81–66  | —       |        |

## Play-off
Le partite degli ottavi e dei quarti di finale si sono giocate su gara secca. Come di consueto negli incontri della fase ad eliminazione diretta, la squadra con il miglior piazzamento nella regular season ha avuto il vantaggio di giocare in casa. La squadra vincente ha ottenuto il diritto a giocare la prossima stagione di Eurolega.

### Tabellone
|  | Ottavi di finale | Ottavi di finale          | Ottavi di finale            |                           |    | Quarti di finale | Quarti di finale | Quarti di finale |  |    | Semifinali                  | Semifinali | Semifinali |  |    | Finale                 | Finale | Finale |
|  |                  |                           |                             |                           |    |                  |                  |                  |  |    |                             |            |            |  |    |                        |        |        |
|  |                  |                           |                             |                           |    |                  |                  |                  |  |    |                             |            |            |  |    |                        |        |        |
|  |                  | 1A                        | Bahçeşehir College Istanbul | 85                        |    |                  |                  |                  |  |    |                             |            |            |  |    |                        |        |        |
|  |                  |                           |                             | 85                        |    |                  |                  |                  |  |    |                             |            |            |  |    |                        |        |        |
|  |                  |                           | 4B                          | Cedevita Olimpija Lubiana | 81 |                  |                  |                  |  |    |                             |            |            |  |    |                        |        |        |
|  | 4B               | Cedevita Olimpija Lubiana | 4B                          | Cedevita Olimpija Lubiana | 81 | 96               |                  |                  |  |    |                             |            |            |  |    |                        |        |        |
|  | 4B               | Cedevita Olimpija Lubiana |                             |                           |    | 96               |                  |                  |  |    |                             |            |            |  |    |                        |        |        |
|  | 5A               | Beşiktaş Fibabanka        | 86                          |                           |    |                  |                  |                  |  |    |                             |            |            |  |    |                        |        |        |
|  | 5A               | Beşiktaş Fibabanka        | 86                          |                           |    |                  |                  |                  |  | 1A | Bahçeşehir College Istanbul | 1          |            |  |    |                        |        |        |
|  |                  |                           |                             |                           |    |                  |                  |                  |  | 1A | Bahçeşehir College Istanbul | 1          |            |  |    |                        |        |        |
|  |                  | 3A                        | Dreamland Gran Canaria      | 2                         |    |                  |                  |                  |  |    |                             |            |            |  |    |                        |        |        |
|  |                  | 3A                        | Dreamland Gran Canaria      | 2                         |    |                  |                  |                  |  |    |                             |            |            |  |    |                        |        |        |
|  |                  |                           |                             |                           |    |                  |                  |                  |  |    |                             |            |            |  |    |                        |        |        |
|  |                  |                           |                             |                           |    |                  |                  |                  |  |    |                             |            |            |  |    |                        |        |        |
|  |                  | 2B                        | Hapoel Bank Yahav Jerusalem | 89                        |    |                  |                  |                  |  |    |                             |            |            |  |    |                        |        |        |
|  |                  |                           |                             | 89                        |    |                  |                  |                  |  |    |                             |            |            |  |    |                        |        |        |
|  |                  |                           | 3A                          | Dreamland Gran Canaria    | 92 |                  |                  |                  |  |    |                             |            |            |  |    |                        |        |        |
|  | 3A               | Dreamland Gran Canaria    | 3A                          | Dreamland Gran Canaria    | 92 | 84               |                  |                  |  |    |                             |            |            |  |    |                        |        |        |
|  | 3A               | Dreamland Gran Canaria    |                             |                           |    | 84               |                  |                  |  |    |                             |            |            |  |    |                        |        |        |
|  | 6B               | Umana Reyer Venezia       | 80                          |                           |    |                  |                  |                  |  |    |                             |            |            |  |    |                        |        |        |
|  | 6B               | Umana Reyer Venezia       | 80                          |                           |    |                  |                  |                  |  |    |                             |            |            |  | 3A | Dreamland Gran Canaria | 0      |        |
|  |                  |                           |                             |                           |    |                  |                  |                  |  |    |                             |            |            |  | 3A | Dreamland Gran Canaria | 0      |        |
|  |                  | 2A                        | Hapoel Shlomo Tel Aviv      | 2                         |    |                  |                  |                  |  |    |                             |            |            |  |    |                        |        |        |
|  |                  | 2A                        | Hapoel Shlomo Tel Aviv      | 2                         |    |                  |                  |                  |  |    |                             |            |            |  |    |                        |        |        |
|  |                  |                           |                             |                           |    |                  |                  |                  |  |    |                             |            |            |  |    |                        |        |        |
|  |                  |                           |                             |                           |    |                  |                  |                  |  |    |                             |            |            |  |    |                        |        |        |
|  |                  | 1B                        | Valencia Basket Club        | 98                        |    |                  |                  |                  |  |    |                             |            |            |  |    |                        |        |        |
|  |                  |                           |                             | 98                        |    |                  |                  |                  |  |    |                             |            |            |  |    |                        |        |        |
|  |                  |                           | 5B                          | U-BT Cluj-Napoca          | 74 |                  |                  |                  |  |    |                             |            |            |  |    |                        |        |        |
|  | A4               | Wolves Twinsbet           | 5B                          | U-BT Cluj-Napoca          | 74 | 99               |                  |                  |  |    |                             |            |            |  |    |                        |        |        |
|  | A4               | Wolves Twinsbet           |                             |                           |    | 99               |                  |                  |  |    |                             |            |            |  |    |                        |        |        |
|  | 5B               | U-BT Cluj-Napoca          | 100                         |                           |    |                  |                  |                  |  |    |                             |            |            |  |    |                        |        |        |
|  | 5B               | U-BT Cluj-Napoca          | 100                         |                           |    |                  |                  |                  |  | 1B | Valencia Basket Club        | 1          |            |  |    |                        |        |        |
|  |                  |                           |                             |                           |    |                  |                  |                  |  | 1B | Valencia Basket Club        | 1          |            |  |    |                        |        |        |
|  |                  | 2A                        | Hapoel Shlomo Tel Aviv      | 2'                        |    |                  |                  |                  |  |    |                             |            |            |  |    |                        |        |        |
|  |                  | 2A                        | Hapoel Shlomo Tel Aviv      | 2'                        |    |                  |                  |                  |  |    |                             |            |            |  |    |                        |        |        |
|  |                  |                           |                             |                           |    |                  |                  |                  |  |    |                             |            |            |  |    |                        |        |        |
|  |                  |                           |                             |                           |    |                  |                  |                  |  |    |                             |            |            |  |    |                        |        |        |
|  |                  | 2A                        | Hapoel Shlomo Tel Aviv      | 67                        |    |                  |                  |                  |  |    |                             |            |            |  |    |                        |        |        |
|  |                  |                           |                             | 67                        |    |                  |                  |                  |  |    |                             |            |            |  |    |                        |        |        |
|  |                  |                           | 3B                          | Türk Telekom              | 61 |                  |                  |                  |  |    |                             |            |            |  |    |                        |        |        |
|  | 3B               | Türk Telekom              | 3B                          | Türk Telekom              | 61 | 93               |                  |                  |  |    |                             |            |            |  |    |                        |        |        |
|  | 3B               | Türk Telekom              |                             |                           |    | 93               |                  |                  |  |    |                             |            |            |  |    |                        |        |        |
|  | 6A               | Budućnost VOLI            | 73                          |                           |    |                  |                  |                  |  |    |                             |            |            |  |    |                        |        |        |

### Semifinali
| Squadra 1                   | Totale | Squadra 2              | Gara 1  | Gara 2  | Gara 3  |
| --------------------------- | ------ | ---------------------- | ------- | ------- | ------- |
| Bahçeşehir College Istanbul | 1 - 2  | Dreamland Gran Canaria | 74 - 66 | 68 - 69 | 72 - 76 |
| Valencia Basket Club        | 1 - 2  | Hapoel Shlomo Tel Aviv | 91 - 82 | 91 - 96 | 92 – 94 |

### Finale
| Squadra 1              | Totale | Squadra 2              | Gara 1  | Gara 2   | Gara 3 |
| ---------------------- | ------ | ---------------------- | ------- | -------- | ------ |
| Hapoel Shlomo Tel Aviv | 2 - 0  | Dreamland Gran Canaria | 74 - 65 | 103 - 94 | -      |

| Arbitri: | Damir Javor Gytis Vilius Thomas Bissuel |

|                  |            |              |
| Motley 18        | Punti      | 12 Conditt   |
| Madar 5          | Assist     | 6 Homesley   |
| Ginat 8          | Rimbalzi   | 8 Conditt    |
| Dīmītrīs Itoudīs | Allenatori | Jaka Lakovič |

| Quintetto titolare | Quintetto titolare | Quintetto titolare | Pt   | Rim  | Ass  |
| ------------------ | ------------------ | ------------------ | ---- | ---- | ---- |
| C                  | 0                  | Johnathan Motley   | 18   | 4    | 3    |
| G                  | 2                  | Antonio Blakeney   | 17   | 5    | 1    |
| AP                 | 24                 | Ish Wainright      | 7    | 4    | 4    |
| P                  | 31                 | Yam Madar          | 10   | 2    | 5    |
| AG                 | 41                 | Tomer Ginat        | 4    | 8    | 2    |
| Panchina:          |                    |                    |      |      |      |
| C                  | 4                  | Marcus Bingham     | 0    | 0    | 0    |
| G                  | 9                  | Guy Palatin        | 0    | 0    | 0    |
| G                  | 10                 | Bar Timor          | 0    | 2    | 1    |
| AG                 | 14                 | Oz Blayzer         | 0    | 0    | 0    |
| G                  | 17                 | Marcus Foster      | 10   | 3    | 1    |
| P                  | 31                 | Noam Yaacov        | n.e. | n.e. | n.e. |
| AC                 | 51                 | Bruno Caboclo      | 8    | 6    | 0    |
| Allenatore:        |                    |                    |      |      |      |
| Dīmītrīs Itoudīs   |                    |                    |      |      |      |

| Hapoel Shlomo Tel Aviv |  | Dreamland Gran Canaria |

| Hapoel Tel Aviv | Statistiche        | Gran Canaria  |
| --------------- | ------------------ | ------------- |
|                 | Statistiche        |               |
| 18/35 (51.4%)   | Tiro da 2          | 20/38 (52.6%) |
| 9/25 (36.0%)    | Tiro da 3          | 4/21 (19.0%)  |
| 11/13 (84.6%)   | Tiri liberi        | 13/17 (76.7%) |
| 7               | Rimbalzi offensivi | 9             |
| 28              | Rimbalzi difensivi | 27            |
| 35              | Rimbalzi totali    | 36            |
| 17              | Assist             | 13            |
| 9               | Palle perse        | 11            |
| 7               | Palle rubate       | 3             |
| 2               | Stoppate           | 2             |
| 22              | Falli              | 19            |

| Quintetto titolare | Quintetto titolare | Quintetto titolare | Pt   | Rim  | Ass  |
| ------------------ | ------------------ | ------------------ | ---- | ---- | ---- |
| P                  | 6                  | Andrew Albicy      | 10   | 0    | 2    |
| AP                 | 9                  | Nicolás Brussino   | 6    | 2    | 0    |
| AG                 | 14                 | John Shurna        | 10   | 6    | 2    |
| C                  | 18                 | Mike Tobey         | 2    | 5    | 0    |
| G                  | 32                 | Joe Thomasson      | 7    | 2    | 2    |
| Panchina:          |                    |                    |      |      |      |
| G                  | 3                  | Jovan Kljajić      | n.e. | n.e. | n.e. |
| C                  | 4                  | George Conditt     | 12   | 8    | 0    |
| G                  | 5                  | Caleb Homesley     | 11   | 1    | 6    |
| AP                 | 10                 | Miquel Salvó       | 2    | 3    | 0    |
| AG                 | 13                 | Pierre Pelos       | 4    | 4    | 0    |
| P                  | 21                 | Mehdy Ngouama      | 1    | 2    | 1    |
| C                  | 35                 | Massamba Diop      | n.e. | n.e. | n.e. |
| Allenatore:        |                    |                    |      |      |      |
| Jaka Lakovič       |                    |                    |      |      |      |

| Arbitri: | Ilija Belošević Ioannīs Foufīs Steve Bittner |

|                     |            |                  |
| Conditt 18          | Punti      | 27 Blakeney      |
| Albicy, Thomasson 4 | Assist     | 6 Madar          |
| Brussino 7          | Rimbalzi   | 6 Blakeney       |
| Jaka Lakovič        | Allenatori | Dīmītrīs Itoudīs |

| Quintetto titolare | Quintetto titolare | Quintetto titolare | Pt | Rim | Ass |
| ------------------ | ------------------ | ------------------ | -- | --- | --- |
| P                  | 6                  | Andrew Albicy      | 10 | 3   | 4   |
| AP                 | 9                  | Nicolás Brussino   | 11 | 7   | 3   |
| AG                 | 14                 | John Shurna        | 14 | 2   | 2   |
| C                  | 18                 | Mike Tobey         | 8  | 4   | 1   |
| G                  | 32                 | Joe Thomasson      | 14 | 2   | 4   |
| Panchina:          |                    |                    |    |     |     |
| G                  | 3                  | Jovan Kljajić      | 0  | 1   | 0   |
| C                  | 4                  | George Conditt     | 18 | 4   | 0   |
| G                  | 5                  | Caleb Homesley     | 4  | 2   | 3   |
| AP                 | 10                 | Miquel Salvó       | 2  | 0   | 0   |
| AG                 | 13                 | Pierre Pelos       | 2  | 3   | 1   |
| P                  | 21                 | Mehdy Ngouama      | 11 | 0   | 0   |
| C                  | 35                 | Massamba Diop      | 0  | 0   | 0   |
| Allenatore:        |                    |                    |    |     |     |
| Jaka Lakovič       |                    |                    |    |     |     |

| Dreamland Gran Canaria |  | Hapoel Shlomo Tel Aviv |

| Gran Canaria  | Statistiche        | Hapoel Tel Aviv |
| ------------- | ------------------ | --------------- |
|               | Statistiche        |                 |
| 21/32 (65.6%) | Tiro da 2          | 20/37 (54.1%)   |
| 11/30 (36.7%) | Tiro da 3          | 15/26 (57.7%)   |
| 19/22 (86.4%) | Tiri liberi        | 18/24 (75.0%)   |
| 12            | Rimbalzi offensivi | 9               |
| 20            | Rimbalzi difensivi | 19              |
| 32            | Rimbalzi totali    | 28              |
| 18            | Assist             | 18              |
| 13            | Palle perse        | 9               |
| 2             | Palle rubate       | 6               |
| 5             | Stoppate           | 2               |
| 26            | Falli              | 20              |

| Quintetto titolare | Quintetto titolare | Quintetto titolare | Pt   | Rim  | Ass  |
| ------------------ | ------------------ | ------------------ | ---- | ---- | ---- |
| C                  | 0                  | Johnathan Motley   | 26   | 3    | 2    |
| G                  | 2                  | Antonio Blakeney   | 27   | 6    | 4    |
| AP                 | 24                 | Ish Wainright      | 2    | 2    | 2    |
| P                  | 31                 | Yam Madar          | 16   | 0    | 6    |
| AG                 | 41                 | Tomer Ginat        | 10   | 2    | 1    |
| Panchina:          |                    |                    |      |      |      |
| C                  | 4                  | Marcus Bingham     | 4    | 3    | 0    |
| G                  | 9                  | Guy Palatin        | 0    | 0    | 0    |
| G                  | 10                 | Bar Timor          | 0    | 1    | 1    |
| AG                 | 14                 | Oz Blayzer         | n.e. | n.e. | n.e. |
| G                  | 17                 | Marcus Foster      | 8    | 2    | 1    |
| P                  | 31                 | Noam Yaacov        | 3    | 0    | 1    |
| AG                 | 51                 | Bruno Caboclo      | 7    | 3    | 0    |
| Allenatore:        |                    |                    |      |      |      |
| Dīmītrīs Itoudīs   |                    |                    |      |      |      |

| Vincitrice EuroCup 2024-2025 |
| ---------------------------- |
| Hapoel Tel Aviv 1º titolo    |

## Premi

### Riconoscimenti individuali
| Riconoscimento            | Giocatore        | Squadra            | Note  |
| ------------------------- | ---------------- | ------------------ | ----- |
| Eurocup MVP               | Jared Harper     | Hapoel Gerusalemme | [ 2 ] |
| Eurocup Finals MVP        | Johnathan Motley | Hapoel Tel Aviv    | [ 3 ] |
| Eurocup Rising Star       | Jean Montero     | Valencia           | [ 4 ] |
| Eurocup Coach of the Year | Pedro Martínez   | Valencia           | [ 5 ] |

### Quintetti ideali
| All-Eurocup First Team 2024-2025 | All-Eurocup First Team 2024-2025 | All-Eurocup Second Team 2024-2025 | All-Eurocup Second Team 2024-2025 |
| -------------------------------- | -------------------------------- | --------------------------------- | --------------------------------- |
| Jared Harper                     | Hapoel Gerusalemme               | Zavier Simpson                    | U-BT Cluj-Napoca                  |
| Jean Montero                     | Valencia                         | Anthony Brown                     | Türk Telekom                      |
| Jaleen Smith                     | Bahçeşehir Koleji                | Xabier López-Arostegui            | Valencia                          |
| Johnathan Motley                 | Hapoel Tel Aviv                  | Semi Ojeleye                      | Valencia                          |
| Mfiondu Kabengele                | Reyer Venezia                    | Devin Robinson                    | Cedevita Olimpija                 |

### MVP di giornata
Regular season
| Giornata | Giocatore         | Squadra           | PIR | Ref. |
| -------- | ----------------- | ----------------- | --- | ---- |
| 1        | Ante Tomić        | Joventut Badalona | 32  |      |
| 2        | Jared Harper      | H. Gerusalemme    | 27  |      |
| 3        | Johnathan Motley  | Hapoel Tel Aviv   | 34  |      |
| 4        | Anthony Cowan     | Wolves            | 33  |      |
| 5        | Axel Bouteille    | Bahçeşehir Koleji | 34  |      |
| 5        | Marko Pecarski    | Lietkabelis       | 34  |      |
| 6        | Jared Harper (2)  | H. Gerusalemme    | 43  |      |
| 7        | Anthony Brown     | Türk Telekom      | 45  |      |
| 8        | Zavier Simpson    | U Cluj            | 34  |      |
| 9        | Jared Harper (3)  | H. Gerusalemme    | 38  |      |
| 10       | Braian Angola     | Türk Telekom      | 34  |      |
| 11       | Anthony Cowan (2) | Wolves            | 33  |      |
| 12       | Kenan Kamenjaš    | Budućnost         | 34  |      |
| 13       | Jared Harper (4)  | H. Gerusalemme    | 38  |      |
| 14       | Jaleen Smith      | Bahçeşehir Koleji | 32  |      |
| 15       | Jaleen Smith (2)  | Bahçeşehir Koleji | 39  |      |
| 16       | D.J. Seeley       | U Cluj            | 33  |      |
| 17       | Jared Harper (5)  | H. Gerusalemme    | 38  |      |
| 18       | Tyler Ennis       | Reyer Venezia     | 33  |      |

### Playoff
| Giornata         | Giocatore       | Squadra           | PIR  | Ref. |
| ---------------- | --------------- | ----------------- | ---- | ---- |
| Ottavi di finale | Devin Robinson  | Cedevita Olimpija | 30   |      |
| Quarti di finale | Marko Simonović | Bahçeşehir Koleji | 27   |      |
| Semifinali       | Yam Madar       | Hapoel Tel Aviv   | 20.7 |      |